# Leti (langue austronésienne)
Pour les articles homonymes, voir Leti.
Ne doit pas être confondu avec Leti (langue bantoïde).
Le leti est une langue austronésienne parlée dans l'île de Leti, située à l'Est de Timor. Il appartient à la branche malayo-polynésienne des langues austronésiennes.

## Phonologie
Les tableaux présentent les phonèmes du leti.

### Voyelles
|         | Antérieure  | Centrale | Postérieure |
| ------- | ----------- | -------- | ----------- |
| Fermée  | i [i]       |          | u [u]       |
| Moyenne | e [e] è [ɛ] |          | o [o] ò [ɔ] |
| Ouverte |             | a [a]    |             |

### Consonnes
|            |          | Bilabiale | Dentale | Alvéol. | Vélaire |
| ---------- | -------- | --------- | ------- | ------- | ------- |
| Occlusives | Sourdes  | p [p]     | t [t]   |         | k [k]   |
| Occlusives | Sourdes  |           |         | d [d]   |         |
| Fricatives | Sourdes  |           | s [s]   |         |         |
| Fricatives | Sourdes  | v [β]     |         |         |         |
| Nasales    | Nasales  | m [m]     | n [n]   |         |         |
| Liquides   | Liquides |           |         | l [l]   |         |
| Roulées    | Roulées  |           |         | r [r]   |         |

## Sources
- (en) Blevins, Juliette, Untangling Leti Infixation, Oceanic Linguistics, 38:2, pp. 383-403, 1999.